# Hyposmocoma nihoa
Hyposmocoma nihoa — вид моли эндемичного гавайского рода Hyposmocoma. 

## Распространение
Обитает на острове Нихоа в каньоне Миллера.

## Описание
Взрослые моли имеют размах крыльев 6,3-7,6 мм.

### Личиночная стадия
Личинки плетут кокон. Кокон гусеницы — от зелёного до серого цвета, цилиндрической формы, длиной 3,4—4,8 мм. Дистальный отдел заострён, декорирован лишайником. Обитают в кустарнике и на камнях.